# 警察故事4之簡單任務
《警察故事4之簡單任務》又稱為《簡單任務》是一部於1996年出品的香港警匪動作電影，由唐季禮執導，成龍領銜主演，此電影為《警察故事系列》第四部作品。
本片是成龍主演香港票房最高的電影，該片也是飾演陳家駒上司的演員董驃生前最後一部電影演出。

## 劇情
國際警察陳家駒（成龍飾）受到美國中央情報局的委託調查一個國際核子武器販賣集團，警司驃叔與家駒開始都以為這是一項簡單任務，他們根本不相信有什麼組織能從黑市裡搞來核子武器，認為調查的只是一群烏合之眾。然而，家駒在跟蹤疑犯徐傑时，誤打誤撞到達了烏克蘭核子飛彈基地，並目睹徐傑在雪山與買家交易，家駒此時遭對方發現行蹤，惟有以雪板展開雪地大逃亡，他逃走時失足掉入了冰湖，幸得俄軍相救才僥倖活命。家駒恢復後俄軍上校Gregor派他往澳洲一家水族中新尋找徐傑的妹妹安妮（吳辰君飾）。但家駒抵達澳洲後，剛到唐人街，就遭到當地黑幫的追殺，也被金龍堂視為謀殺徐父的兇手。此時徐傑的出現，令家駒得以逃離被追殺的命運。從徐傑口中娓娓道出事情發生的經過，家駒隱隱約約感到事件背後頗不簡單，他才意識到事態嚴重。家駒終於明白，Gregor上校正是幕後主謀！然而，家駒所到之處，殺手總是如影隨形，家駒這才知道先前Gregor給的一張白金信用卡為一隻追蹤器。後來，家駒在水族館內起出藏於館內的核武零件，並與殺手們在水下決一死戰！然而，Gregor帶著核武零件開遊艇逃亡，家駒前去追捕。最終將Gregor手上的核武零件成功搶回並將核武零件交還俄軍，並逮捕Gregor及徐傑，俄軍長官對Gregor的行為深感恥辱！而驃叔要家駒回去後從頭到尾寫一份簡單的報告給他，最後家駒與俄軍長官在握手中圓滿達成任務。

## 演員表
| 演員   | 角色   | 備註           |
| 成龍   | 陳家駒 | 總督察         |
| 董驃   | 驃叔   | 警司(家駒上司) |
| 樓學賢 | 徐傑   |                |
| 吳辰君 | 安妮   | 徐傑的妹妹     |
| 薛春煒 | 阿倫   |                |
| 盧惠光 |        |                |

## 獎項
| 頒獎典禮             | 獎項         | 名單           | 結果 |
| -------------------- | ------------ | -------------- | ---- |
| 1997年香港電影金像獎 | 最佳動作設計 | 唐季禮         | 獲獎 |
| 1997年香港電影金像獎 | 最佳電影     |                | 提名 |
| 1997年香港電影金像獎 | 最佳男主角   | 成龍           | 提名 |
| 1997年香港電影金像獎 | 最佳新演員   | 吳辰君         | 提名 |
| 1997年香港電影金像獎 | 最佳剪接     | 張耀宗、邱志偉 | 提名 |
| 第33屆金馬獎         | 最佳動作指導 | 唐季禮         | 獲獎 |
| 第33屆金馬獎         | 最佳攝影     | 馬楚成         | 提名 |
| 第33屆金馬獎         | 最佳剪接     | 張耀宗、邱志偉 | 提名 |

## 外部連結
- 開眼電影網上《警察故事4之簡單任務》的資料（繁體中文）
- 豆瓣电影上《警察故事4之簡單任務》的資料 （简体中文）
- 时光网上《警察故事4之簡單任務》的資料（简体中文）
- AllMovie上《警察故事4之簡單任務》的资料（英文）
- 爛番茄上《警察故事4之簡單任務》的資料（英文）
- 香港影庫上《警察故事4之簡單任務》的資料（繁體中文）
- 互联网电影数据库（IMDb）上《警察故事4之簡單任務》的资料（英文）